# Falmer
Falmer ist ein kleines Dorf und ein Civil Parish mit rund 249 Einwohnern im Lewes District der Grafschaft East Sussex in England an der Grenze zur Stadt Brighton and Hove. Der angrenzende Stadtteil von Brighton und Hove wird ebenfalls Falmer genannt.

## Geschichte
Vor der normannischen Eroberung Englands wurde das Lehen von Falmer von Wilton Abbey gehalten. Nach der Eroberung wurde der größte Teil davon an Gundred, Ehefrau von William de Warenne, 1. Earl of Surrey, gegeben. Im 11. Jahrhundert wurde das Dorf verschiedentlich Falemela, Falemere oder Felesmere genannt. Eduard II. besuchte Falmer im Jahr 1324.
Charles I. gewährte das Lehen Edward Ditchfield im Jahre 1628 oder 1629. Dieser verkaufte es an William Craven, der es wegen seiner Unterstützung des Königs während des Englischen Bürgerkriegs verlor.
Aufgrund der Nähe von Falmer zur Stadt Brighton and Hove wurde die Kirchengemeinde im zwanzigsten Jahrhundert im Wesentlichen durch die Entwicklung des großen Nachbarn beeinflusst. Direkt jenseits der Gemeindegrenze ist seit den 1960er Jahren die University of Sussex beheimatet. In den 1990er Jahren wurde die ehemalige Brighton Polytechnic Falmer, eine Niederlassung der University of Brighton, Ort ebenfalls angesiedelt. Teile des zum Falmer Stadium gehörenden Geländes liegen im Gemeindegebiet.

## Stadtverwaltung
Auf lokaler Ebene wird Falmer durch den Gemeinderat regiert. Zu dessen Verantwortungsbereich gehören Gehwege, Straßenbeleuchtung, Spielplätze und kleinere Bauanträge. Im Gemeinderat stehen fünf Sitze zur Verfügung, die in der Mai-Wahl 2007 ohne Gegenkandidaten gewählt wurden. Bei den Wahlen in den Jahren 2019 und 2023 wurden die Kandidaten zum Gemeinderat ohne Gegenkandidaten in einer "uncontested election" gewählt.